# Municipio de Kavarna
El municipio de Kavarna (búlgaro: Община Каварна) es un municipio búlgaro perteneciente a la provincia de Dobrich.
En 2011 tiene 15 358 habitantes, el 79,9% búlgaros, el 15,53% gitanos y el 4,42% turcos. Dos terceras partes de la población viven en la capital municipal Kavarna.
Se ubica en la costa suroriental de la provincia. Por su término municipal pasa la carretera E87, que une Varna con Constanza. En su costa se halla el cabo Kaliakra.

## Localidades
| Localidad          | Cirílico        | Población (diciembre de 2009) |
| ------------------ | --------------- | ----------------------------- |
| Kavarna            | Каварна         | 11 397                        |
| Belgun             | Белгун          | 390                           |
| Bilo               | Било            | 48                            |
| Bozhurets          | Божурец         | 131                           |
| Balgarevo          | Българево       | 1396                          |
| Chelopechene       | Челопечене      | 110                           |
| Hadzhi Dimitar     | Хаджи Димитър   | 117                           |
| Irechek            | Иречек          | 25                            |
| Kamen Bryag        | Камен бряг      | 81                            |
| Krupen             | Крупен          | 40                            |
| Mogilishte         | Могилище        | 97                            |
| Neykovo            | Нейково         | 99                            |
| Poruchik Chunchevo | Поручик Чунчево | 62                            |
| Rakovski           | Раковски        | 300                           |
| Sveti Nikola       | Свети Никола    | 239                           |
| Seltse             | Селце           | 120                           |
| Septemvriytsi      | Септемврийци    | 538                           |
| Topola             | Топола          | 156                           |
| Travnik            | Травник         | 43                            |
| Vidno              | Видно           | 187                           |
| Vranino            | Вранино         | 285                           |
| Total              |                 | 15 861                        |